# Noel's House Party
Noel's House Party va ser una sèrie d'entreteniment lleuger de la BBC que va ser organitzada per Noel Edmonds. Rodada en una gran casa del poble fictici de Crinkley Bottom, amb molta insinuació, es va emetre en directe els dissabtes al vespre de la dècada de 1990 a la BBC One. L'espectacle, un cop descrit per una corporació sènior com "el programa més important de la BBC", va ser cancel·lat el 1999 a causa de l'escassa audiència. El 2010 Noel's House Party va ser votat com el millor programa de televisió de dissabte a la nit de tots els temps.

## Història
Noel's House Party va ser el successor de The Noel Edmonds Saturday Roadshow, adoptant algunes de les seves característiques habituals com 'Gunge Tank', 'Gotcha Oscar' i 'Wait Till I Get You Home'.
L'espectacle va tenir moltes celebritats convidades que es mostraren com a residents de Crinkley Bottom, com Frank Thornton i Vicki Michelle. Van donar naixement a Mr. Blobby al segment Gotcha. També hi havia una contreta rivalitat entre Edmonds i Tony Blackburn. Entre les aparicions de famosos hi hagué Michael Crawford com a Frank Spencer, que es trobava davant del públic vestit de Frank després que el comediant Stuart Henderson hagués actuat com a Frank cantant "I Saw Her Standing There" de The Beatles i Ken Dodd amb un vestit de bandolers - "barat a la venda de Maxwell", com el bessó perdut de Noel, Berasent Edmonds (un joc a Bury St Edmunds).
Després de diversos canvis, l'espectacle va començar a disminuir en popularitat. El seu tema es va canviar el 1996, i es van seguir els redissenys. El gener de 1998, es va haver de cancel·lar un episodi després d'un desacord entre Edmonds i la BBC. El pressupost s'havia reduït un 10%, i es destinava els diners estalviats per ajudar a finançar la commutació digital de la BBC. Es va dir que Edmonds va sortir al carrer, reclamant la demostració d'un deficient estàndard".
La BBC va cancel·lar el programa el 1999 després que l'audiència van caure des dels màxims de 15 milions a vuit milions. Edmonds va tancar l'episodi final de House Party el 20 de març de 1999 dient:
| « | És una expressió sobreutilitzada quan la gent diu "és el final d'una era", però per a BBC Television, pel departament d'entreteniment, per a mi, i possiblement per a tu, realment és el final d'una era. Espero que la vostra memòria ens sigui molt favorable. Després de 169 [episodis] ... adéu. | » |

Va ser atacat de manera lúdica amb un extintor per Freddie Starr. Els crèdits de cloenda van anar seguits d'un còmic espectacle infantil de l'Edmonds de la dècada de 1970, Multi-Coloured Swap Shop, en el qual un Noble aparentment jove es desperta d'un somni a l'estudi de Swap Shop, explicant els esdeveniments a Keith Chegwin i John Craven d'un típic episodi de "House Party" (que recorda l'infame "escena de la dutxa" de Bobby Ewing a Dallas) suggerint que House Party mai va passar.
En un comunicat, Edmonds va dir:
| « | Estic encantat que aquesta decisió s'hagi pres. Sento que m'ha tret un pes de les meves espatlles. La història demostrarà que House Party ha estat un dels espectacles d'entreteniment més reeixits de tots els temps. | » |

Va culpar en part al "talent show" de Ronan Keating Get Your Act Together dels pobres resultats d'audiència de House Party.

## Premis
El 1993 Noel's House Party va guanyar un BAFTA a la millor comèdia lleugera d'entreteniment.
En 1994, va guanyar una Rose de Bronze al festival de Montreux.

## Temporades
| Temporada | Data d'inici           | Data de finalització | Episodis |
| --------- | ---------------------- | -------------------- | -------- |
| 1         | 23 de novembre de 1991 | 28 de març de 1992   | 18       |
| 2         | 24 d'octubre de 1992   | 13 de març de 1993   | 20*      |
| 3         | 23 d'octubre de 1993   | 26 de març de 1994   | 22       |
| 4         | 22 d'octubre de 1994   | 25 de març de 1995   | 21       |
| 5         | 21 d'octubre de 1995   | 30 de març de 1996   | 22       |
| 6         | 19 d'octubre de 1996   | 29 de març de 1997   | 22       |
| 7         | 18 d'octubre de 1997   | 21 de març de 1998   | 21†      |
| 8         | 17 d'octubre de 1998   | 20 de març de 1999   | 21       |

## Versions internacionals
| País          | Títol                               | Presentador                                                                          | Canal                      |
| ------------- | ----------------------------------- | ------------------------------------------------------------------------------------ | -------------------------- |
| Bèlgica       | Binnen Zonder Bellen                | Koen Wauters                                                                         | VT4                        |
| Dinamarca     | Greven På Hittegodset               | Eddie Michel                                                                         | TV 2                       |
| Alemanya      | Gottschalks Haus Party              | Thomas Gottschalk                                                                    | Sat.1                      |
| Països Baixos | Monte Carlo                         | Carlo Boszhard                                                                       | RTL 4                      |
| Filipines     | Halina't Makisaya Sa Bahay Ni Kuya! | Allen Cañada Toni Gonzaga Alex Gonzaga Robi Domingo Melai Cantiveros Bianca Gonzalez | Allen's Television Network |
| Espanya       | Vaya Nochecita                      | Pepe Carrol                                                                          | Telecinco                  |